# Cayetano Alberto Silva
Cayetano Alberto Silva fue un músico uruguayo con ascendencia africana,  autor entre otras de la conocida marcha de San Lorenzo. La murga uruguaya La Cayetana, oriunda también de San Carlos, lleva ese nombre en su honor.

## Sus inicios
Nació en Uruguay, en la ciudad de San Carlos, en el departamento de Maldonado, el 7 de agosto de 1868. Era hijo de Natalia Silva, quien había sido esclava de la familia que le dio el apellido. Desde chico le gustaba la música, por lo que inició sus estudios con el maestro Francisco Rinaldi en la Banda Popular de San Carlos. En 1879 ingresó a la Escuela de Artes y Oficios de Montevideo, donde se incorporó a la Banda de Música dirigida por Gerardo Grasso, quien le enseñó solfeo, corno y violín.
En 1888 pidió la baja y comenzó a deambular por los  teatros y conservatorios de música de Montevideo. Al año siguiente emigra a Buenos Aires donde incursiona en el Teatro Colón y asiste a la Escuela de Música dirigida por Pablo Berutti. Se instala luego a la ciudad de Rosario, más tarde el 1 de febrero de 1894 fue nombrado maestro de la Banda del Regimiento 7 de Infantería en Mendoza, más tarde ingresa a la Policía de la Provincia de Santa Fé, donde con reconocido mérito llega a la jerarquía como Capitán y Director de la Banda en dicha institución. En Rosario se casa con Filomena Santanelli, con quien tuvo ocho hijos. En 1898, al ser contratado por la Sociedad Italiana de Venado Tuerto, provincia de Santa Fe, se traslada con su familia a dicha ciudad, donde funda un centro lírico, enseña música y crea la Rondalla con la que actúa en el Carnaval de 1900. También escribe la música de las obras teatrales Canillita y Cédulas de san Juan de su compatriota y amigo Florencio Sánchez. Estas obras son estrenadas en Rosario con mucho éxito. De vuelta en Rosario, a sus 33 años, compone la Marcha de San Lorenzo en 1901, con la que pasaría eternamente a la historia de la patria Argentina.

## La marcha San Lorenzo
El 8 de julio de 1901, en su casa de Venado Tuerto, compone una marcha que dedica al Coronel Pablo Riccheri, ministro de Guerra de la Nación en ese entonces y modernizador del Ejército Argentino. Ricchieri le agradeció el homenaje pero le pidió que le cambiara el título por «San Lorenzo», población donde él había nacido. La marcha se interpretó por primera vez en un acto público el 30 de octubre de 1902 en dicha ciudad, en las cercanías del histórico Convento de San Carlos donde se gestó la batalla. Ese día la marcha fue designada Marcha oficial del Ejército Argentino como un legado imborrable. Dos días después Cayetano Silva vuelve a ejecutarla siendo aclamada por la multitud presente, al inaugurarse el monumento al general José de San Martín en la ciudad de Santa Fe, con felicitaciones del entonces presidente Julio Argentino Roca y del general Ricchieri. 
En 1907, su vecino y amigo, Carlos Javier Benielli, le agregaría la letra, que hacía referencia al combate en que las fuerzas argentinas al mando del general San Martín que en inferioridad numérica sorprendieron con estrategias y vencieron a los españoles de la Milicia urbana de Montevideo. La letra del Señor Carlos J. Benielli, (como breve reseña del combate), luego sería adaptada para las escuelas, en donde se destaca el acto supremo heroico del sargento Cabral, quien pierde la vida ya terminando el combate, y sabiendo de haber vencido, después de haber salvado a su jefe. 
Acosado años después por la pobreza, Cayetano Silva aún sin saber de su tan trascendente y eterno legado a la nación, vendería los derechos de la marcha a un editor de Buenos Aires por una suma insignificante.
La marcha se hizo con el tiempo famosa, y hasta hoy figura entre las mejores del mundo. Hasta tal punto en otros países que fue ejecutada el 22 de junio de 1911 durante la coronación del Jorge V del Reino Unido con la autorización previa solicitada a las autoridades argentinas por el gobierno inglés. Lo mismo ocurrió para la coronación de la reina Isabel II del Reino Unido. Además, se ejecuta en todos los cambios de guardia del Palacio de Buckingham, modalidad que fue suspendida en el tiempo que duró la guerra de las Malvinas. También fue tocada por el ejército de Alemania durante su entrada vencedora en París durante la Segunda Guerra Mundial, cuando marcharon por las calles de esa ciudad. Curiosamente, también Dwight D. Eisenhower la hizo ejecutar durante el ingreso triunfal del Ejército de los Aliados de la Segunda Guerra Mundial que liberara a los franceses.

## Otras obras
Otras marchas compuestas por Cayetano Silva fueron Río Negro, Anglo Boers, 22 de Julio, marcha de San Genaro (en honor a esa localidad santafesina cercana a Rosario), Curupayty (1906, letra de Benielli e inspirada en la guerra del Paraguay) y Tuyuty (letra de A. S. Poggi). En 1906 fue maestro del Regimiento 3 de Infantería radicado en Mendoza, y fundó la Banda de Música del Cuerpo de Bomberos, donde allí también ejerció la docencia.

## Sus últimos años
Cayetano Silva fue también además de Director de la Banda, Capitán en la Policía de la Provincia de Santa Fe, pero al morir por serios problemas de salud en Rosario, en 1920, la Jefatura policial de la época, le negó sepultura en el Panteón Policial por su condición de negro, y en el momento fue sepultado sin nombre. Sin embargo sus restos fueron trasladados en el año1997 al cementerio municipal de Venado Tuerto, gracias a las respetuosas gestiones muy dignamente efectuadas por la Asociación Amigos de la Casa Histórica Cayetano A. Silva. Esta casa, sede del museo regional, archivo histórico, y sede de la Banda Municipal «Cayetano A. Silva», tiene domicilio en calle Maipú 966, de la ciudad de Venado Tuerto, y es en la que vivió el compositor durante sus estancias.